# Fiat Panda
Fiat Panda je malý osobní automobil výrobce Fiat. První generace Fiatu Panda, někdy nazývána též jako „stará Panda“, byla vyráběna v letech 1980–2003 a druhá generace, nazývána jako „Panda II“, se vyráběla od roku 2003 do roku 2012. Od roku 2012 se dodnes vyrábí Panda III.
Nová Panda se stala Evropským autem roku 2004.

## Panda I (1980–2003)
Panda byla navržena jako „moderní selské auto“: levná, jednoduchá a zároveň nenáročná na údržbu a používání. Vůz byl považován za odpověď na další jednoduché malé automobily, jako byly třeba Citroën 2CV a Renault 4. Jeho krabicový tvar se stal inspirací pro většinu Fiatů 80. let.
Mechanicky byla původní Panda zastaralá, protože využívala díly od jiných starších Fiatů. Motor a převodovka byly převzaty z Fiatu 127. Úsilí o mechanicky jednoduché auto bylo tak zřejmé, že například u zadního odpružení byla použita listová pera. Pozdější verze přidaly různé mechanické zlepšení, ale tento duch robustní jednoduchosti byl dodržen po celou dobu produkce modelu.
Mnoho detailů prozrazuje, že Panda zastane práci užitkového vozidla: zadní sedadla byla nastavitelná v 7 polohách – dala se i vyjmout, sedačky byly dobře omyvatelné a všechny skleněné plochy byly úplně ploché – kvůli levné a nenáročné výrobě. To všechno dělalo z původní pandy ideálního společníka i do náročnějších podmínek, ale ani ostatní lidé nebyli ochuzeni – Panda se vyráběla i se skládací střechou.
Panda se setkala s velkým úspěchem v celé Evropě (včetně druhého místa za Fordem Escort v anketě Evropské auto roku) a produkce pokračovala v některých regionech až do května 2003.

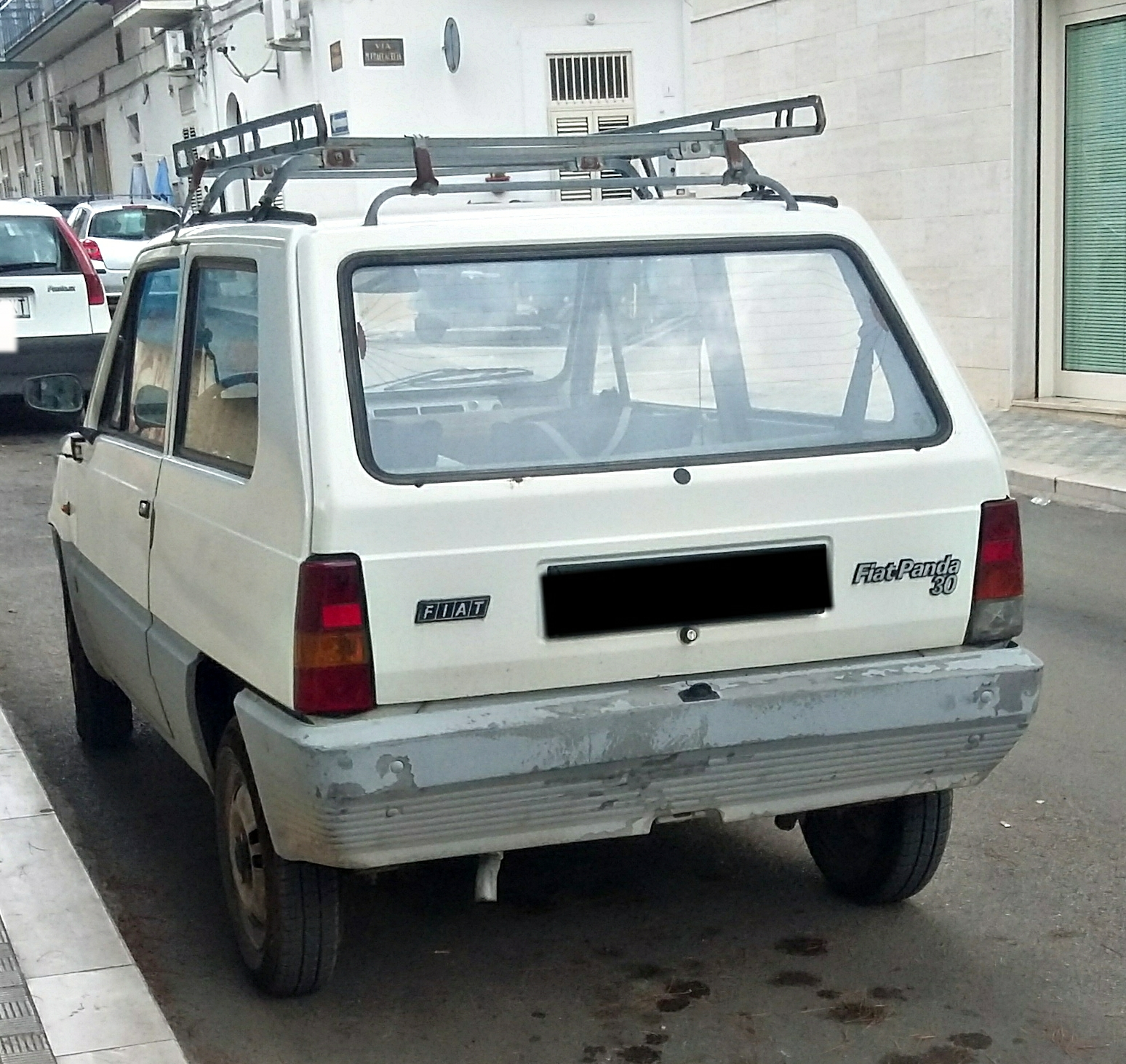
Fiat Panda 30 (1980-1986)
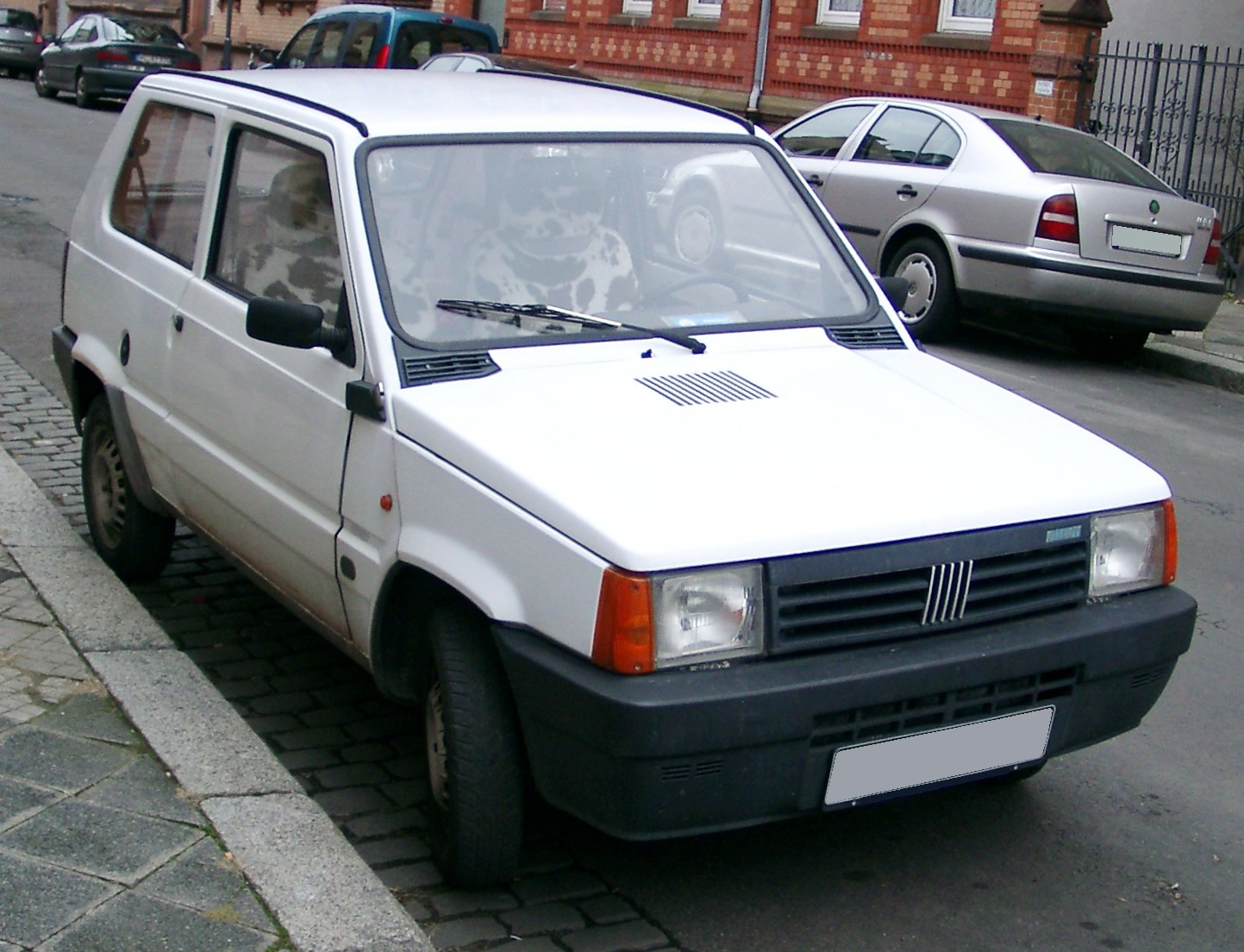
Fiat Panda (1986–1991)
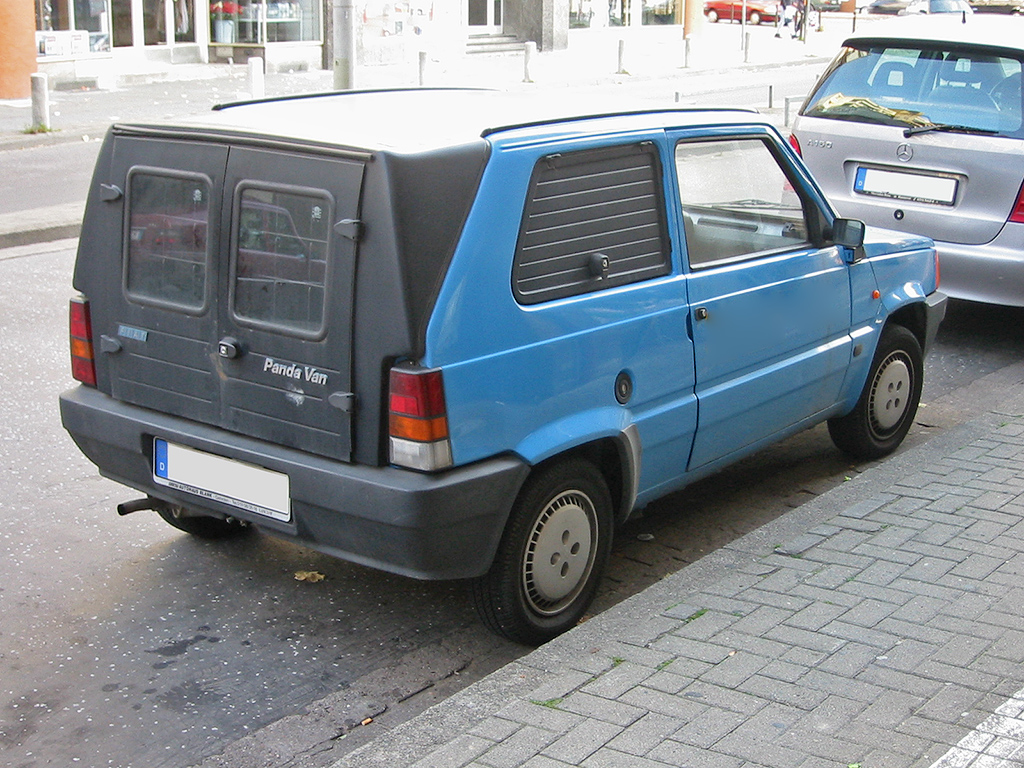
Fiat Panda "Van" (1986–1991)
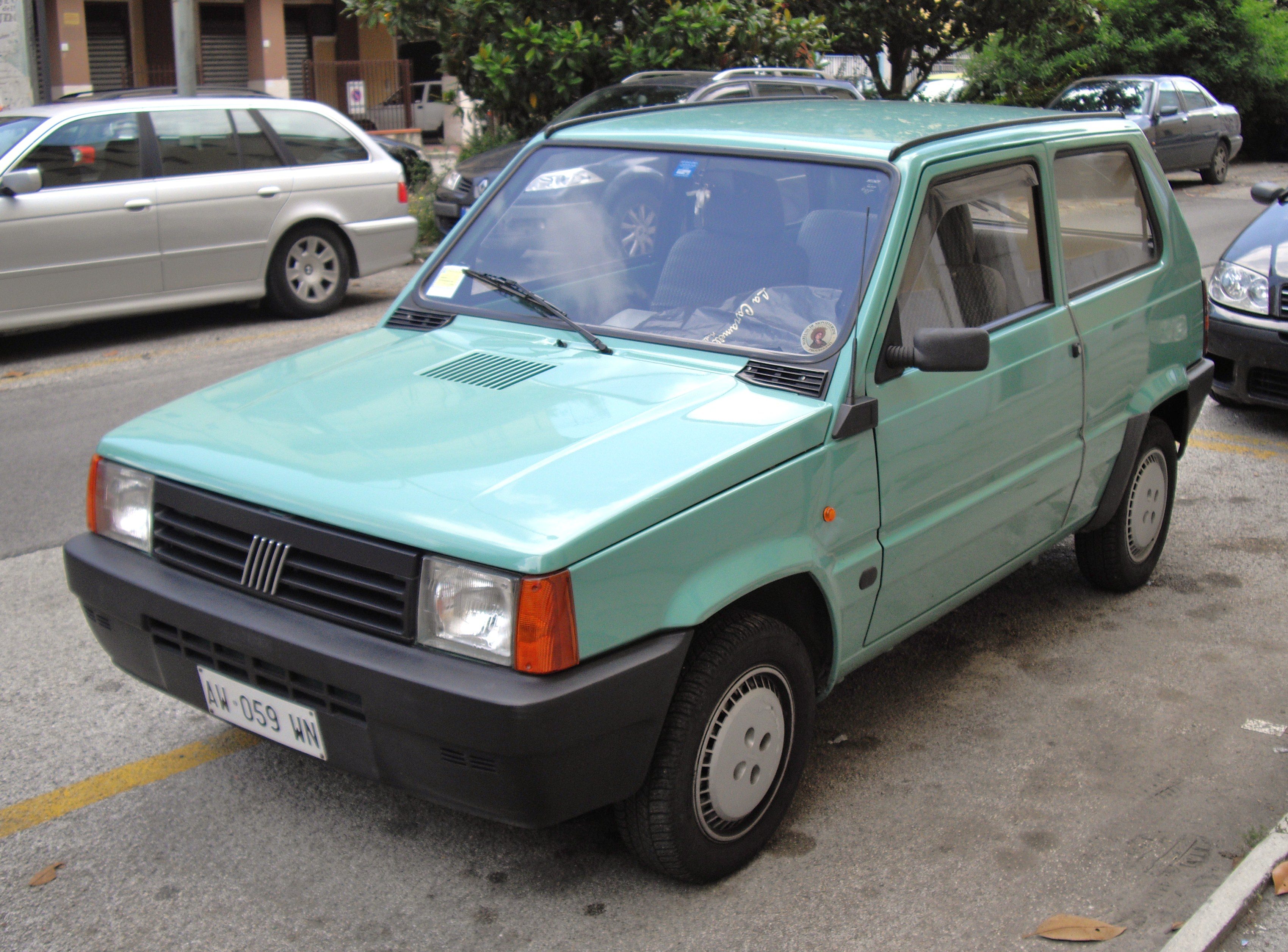
Fiat Panda (1991–2003)
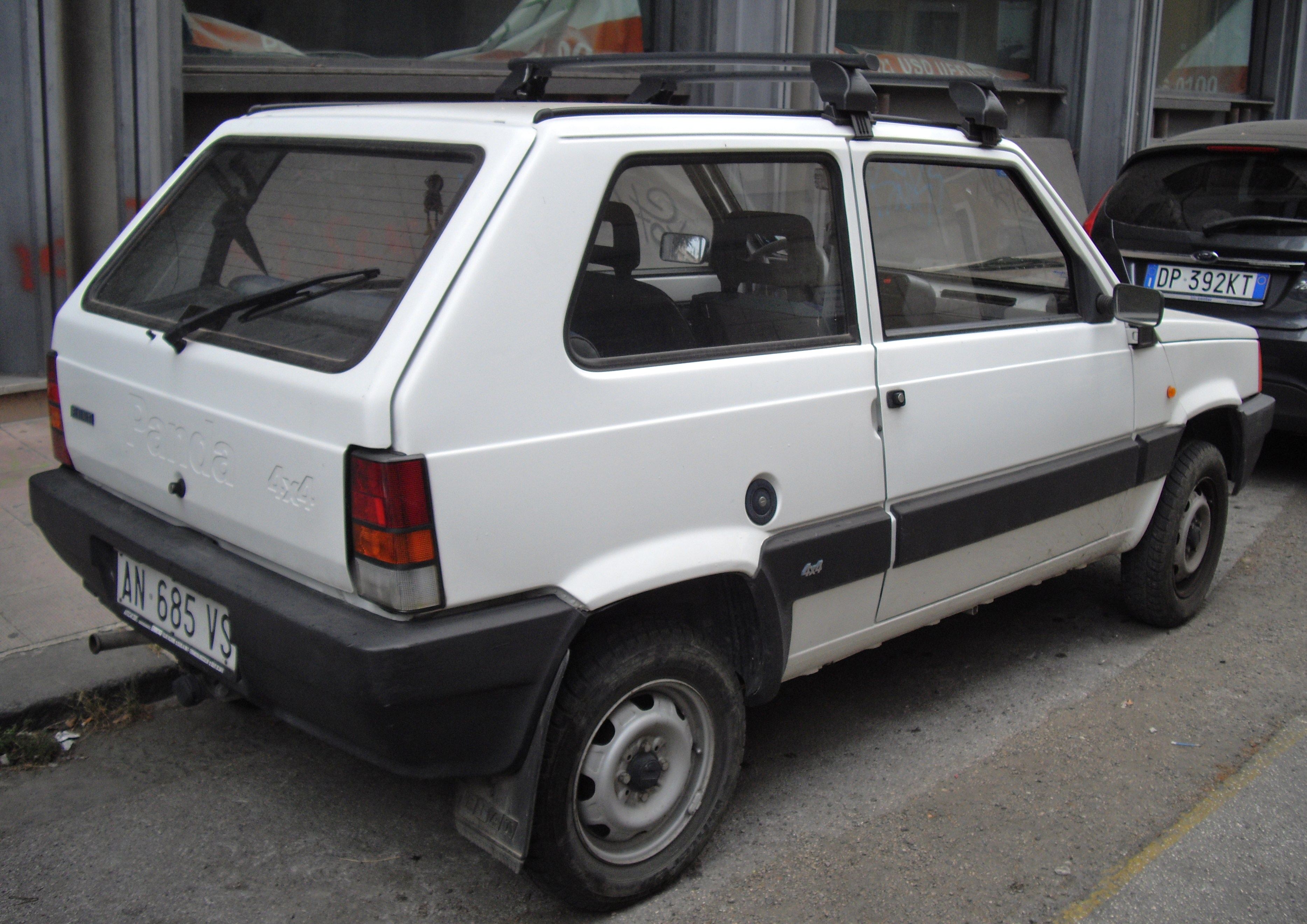
Fiat Panda 4×4 (1991–2003)

### Panda 1.generace:1980–1986
První Pandy byly vybaveny buď vzduchem chlazeným dvouválcem o objemu 652 cm³ (Panda 30), nebo vodou chlazeným čtyřválcem o objemu 903 cm³ (Panda 45). V září 1982 Fiat přidal do nabídky další motor – vodou chlazený motor o objemu 843 cm³ (Panda 34) původem z Fiatu 850.
V roce 1982 se začal prodávat Fiat Panda 45 Super – od ostatních verzí se lišil speciálním čalouněním, pětistupňovou převodovkou a novou mřížkou chladiče skládající se z pěti „tyček“. Ostatní modely se nové mřížky dočkaly až při dalších úpravách vzhledu. Podobný Fiatu Panda 45 Super byl Fiat 30 Super – představen byl v únoru roku 1983 a nabízel také jiné čalounění, ale slabší motor. Od roku 1985 se v tehdejším dceřiném závodě Seat ve Španělsku vyráběl na jeho základě model Marbella.
Brzy byla zahájena produkce Fiatu Panda 4×4. Představil se v červnu roku 1983 a poháněl ho motor o objemu 965 cm³ s výkonem 48 k (36 kW), který byl odvozen od automobilu Autobianchi A112. Ve své době byl revoluční – žádné tak malé auto ještě nikdy nemělo pohon na všechna čtyři kola. Součástky, jako je spojka, diferenciál, převodovka a brzdy, dodávala rakouská firma Steyr-Puch. Konečná montáž probíhala v závodě v italském městě Termini Imerese. Model také dostal zesílený podvozek.

### Fiat Panda I Mk.2.:1986–2003
V lednu roku 1986 se Fiat Panda dočkal mnoha mechanických vylepšení. Motor o objemu 652 cm³ byl nahrazen výkonnějším motorem o objemu 769 cm³ (34 k) a motor o objemu 903 cm³ byl nahrazen motorem o objemu 999 cm³ (45 nebo 55 k – verze 4×4). Oba agregáty byly součástí nové řady motorů FIRE. Upraveno bylo také zadní odpružení – zadní listové pružiny byly nahrazeny modernějším nezávislým odpružením přes tuhou zadní nápravu (známé jako 'Omega' nápravy). U verze 4×4 byla listová pera zachována, patrně proto, aby se nemusel celý podvozek předělávat.
Zlepšení se rovněž dočkal interiér a karoserie. „Kastle“ byla nyní pozinkovaná a lépe tak odolávala rzi. Avšak na spodním lemu dveří si nová verze nepolepšila – rez se zde objevovala i nadále.
Duben 1986 byl svědkem uvedení nového vznětového motoru o objemu 1301 cm³ a výkonu 37 k standardně dodávaného s pětistupňovou převodovkou. Představen byl také dodávkový van, dodávaný jak se zážehovými, tak se vznětovými motory. Zadní okna byla nahrazena černým plastem a standardně se montovaly zadní dveře otvírající se vpravo. Na trzích, kde se jezdilo vpravo, nebyl van prodáván.
V roce 1987 se začala prodávat nová verze Panda Young. Její motor OHV o objemu 769 cm³ měl stejný výkon 34 k (25 kW) jako sofistikovanější 769 cm³ FIRE jednotka. Nedlouho poté se představil Fiat Panda 4×4 Sisley, který byl založen na standardním Fiatu Panda 4×4, navíc však přidával metalický lak, sklonoměr, posuvnou střechu, bílou barvu kol, střešní nosič, stírače světlometů a nové čalounění.
V roce 1987 se Sisley díky své popularitě stal stálým modelem. Dvousedadlová Elettra, představená roku 1990, byla kompletně poháněna elektrickou energií. Baterie nahradily zadní sedadla a motorový prostor obsadil elektromotor o výkonu 18 k (13 kW). Převodovka a spojka zůstaly nezměněny. Všechny úpravy si však vyžádaly značné zvýšení hmotnosti až na 1150 kg, proto byly instalovány tvrdší tlumiče a účinnější brzdy. V roce 1992 se výkon zvětšil na 28,8 k a snížila se váha, ale Elettra byla ve srovnání se základní Pandou pořád výrazně těžší.
V roce 1991 se 2. generace Pandy dočkala faceliftu (nejviditelnější změna byla nová mřížka chladiče), nového čalounění a specifikace. Nové zákazníky uspokojila verze „Selecta“ s plynule měnitelnými převody a elektromagnetickou spojkou, dostupná buď s běžným 999 cm³ FIRE motorem (jednobodové vstřikování paliva a katalyzátorem) nebo s novým motorem 1108 FIRE (elektronické vstřikování paliva s třípásmovým katalyzátorem a výkonem 51 k (38 kW)). Dále následovala verze CLIX přinášející nové čalounění a standardně dodávanou pětistupňovou manuální převodovku.
Nabídka se nyní skládala z verzí 750 Young (769 cm³ ohv), 750 a 750 CLIX (oba 769 cm³ FIRE sohc), 900 Dance (903 cm³ ohv), 1000 Shopping, CLIX, CL Selecta a S (všechny s 999 cm³ sohc, které byly k dispozici s nebo bez SPI a katalyzátoru v závislosti na trhu), 1100 CL Selecta (1108 cm³ sohc s SPI) a 4×4 Trekking (999 cm³). Panda Elettra se už dále neprodávala.

#### Panda Elettra
Fiat Panda Elettra se v roce 1990 představil jako první[zdroj?] komerčně vyráběný elektromobil. Jednalo se o jednoduchý dvoumístný automobil se dvěma bočními dveřmi a výklopnou zadní stěnou. S rozměry 3380 × 1460 × 1445 mm se zařadil mezi nejmenší automobily sériově vyráběné v Evropě. Pandu Elettru poháněl trakční elektromotor o výkonu 9,2 kW, s nimž dokázal jet až k rychlostní hranici 70 km/h a dojet 70–100 km při rychlosti 50 km/h. Akumulátory byly uloženy za předními sedadly namísto za zadními. Protože automobil vážil 1150 kg, v roce 1992 proběhla modernizace, při které byla snížena hmotnost o 50 kg a nepatrně zvýšen výkon elektromotoru. Automobil stál 125 000 franků.

### Od ukončení výroby do současnosti
Od roku 1996 byla Panda v důsledku zpřísněných bezpečnostních předpisů a velkým emisím postupně stahována z Evropských trhů, v Itálii se však prodávala až do roku 2003. Celková doba prodeje 23 let učinila z Pandy jedno z nejdéle prodávaných aut. Většina aut 1. generace již nejezdí, protože podlehla rzi, avšak 2. generace se v Evropě pořád těší relativně velké oblibě, především v Itálii a Velké Británii. I když Panda nikdy nebyla tak populární jako kultovní VW Beetle a Citroën 2 CV, našla si spousty majitelů kvůli své robustnosti, dostupnosti, jednoduchosti a také nízké ceně.

## Panda II (typ 169) 2003–2012

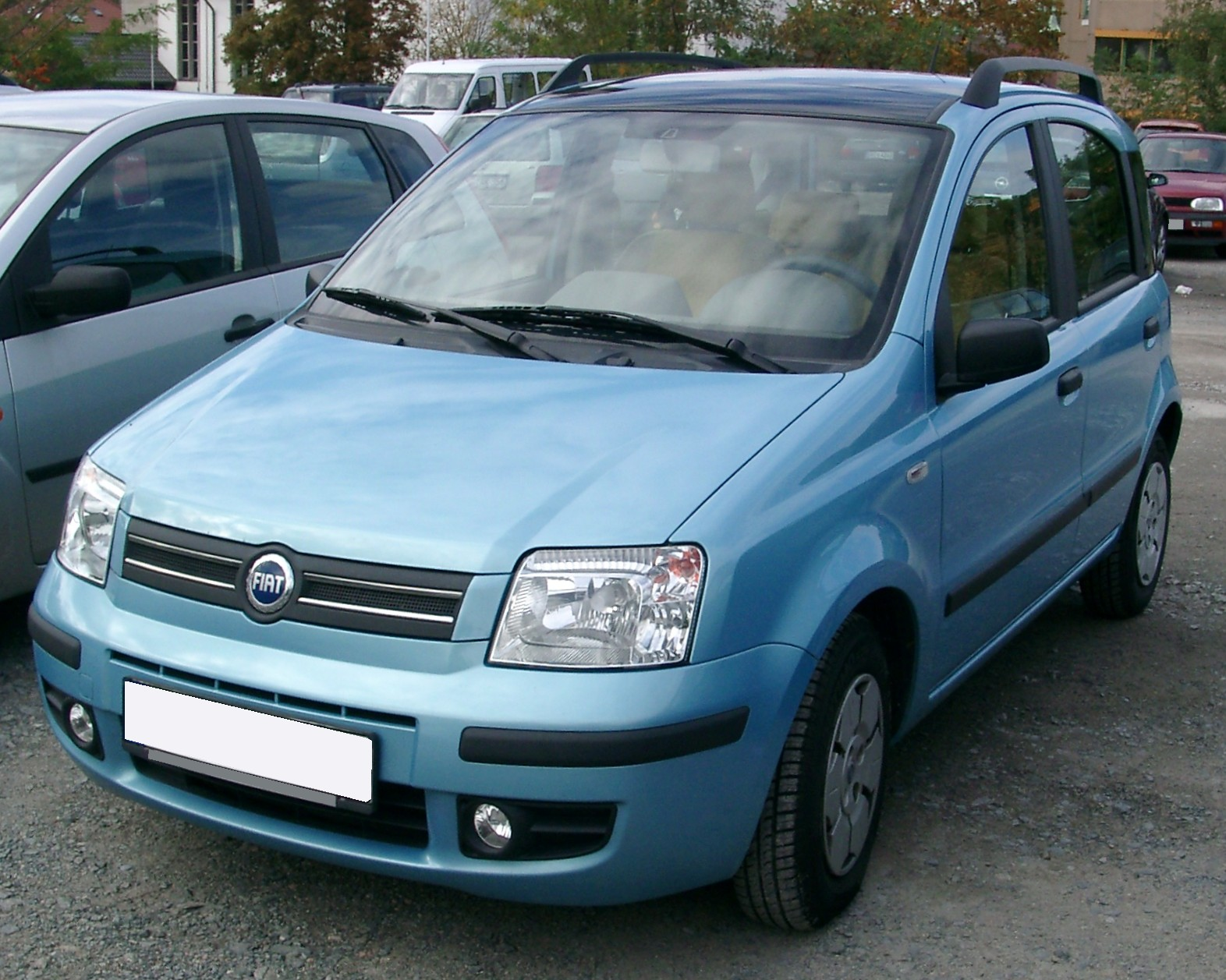
Panda II

Nová Panda používá stejnou podvozkovou platformu jako Fiat Nuova 500 a vyrábí se ve stejném městě – v Tychách v Polsku. Stejně jako on získala i Panda titul Auto roku v roce 2004. V nabídce je jako pětidveřový hatchback s pohonem předních kol. Už v roce 2007 slavila automobilka milion vyrobených vozů. Byla koncipována jako auto do města, proto má malý poloměr otáčení, pouze 4,75 m. Prodává se i sportovní Panda 100HP s tvrdším
podvozkem a vyšším výkonem a crossover Panda Cross s pohonem 4×4.

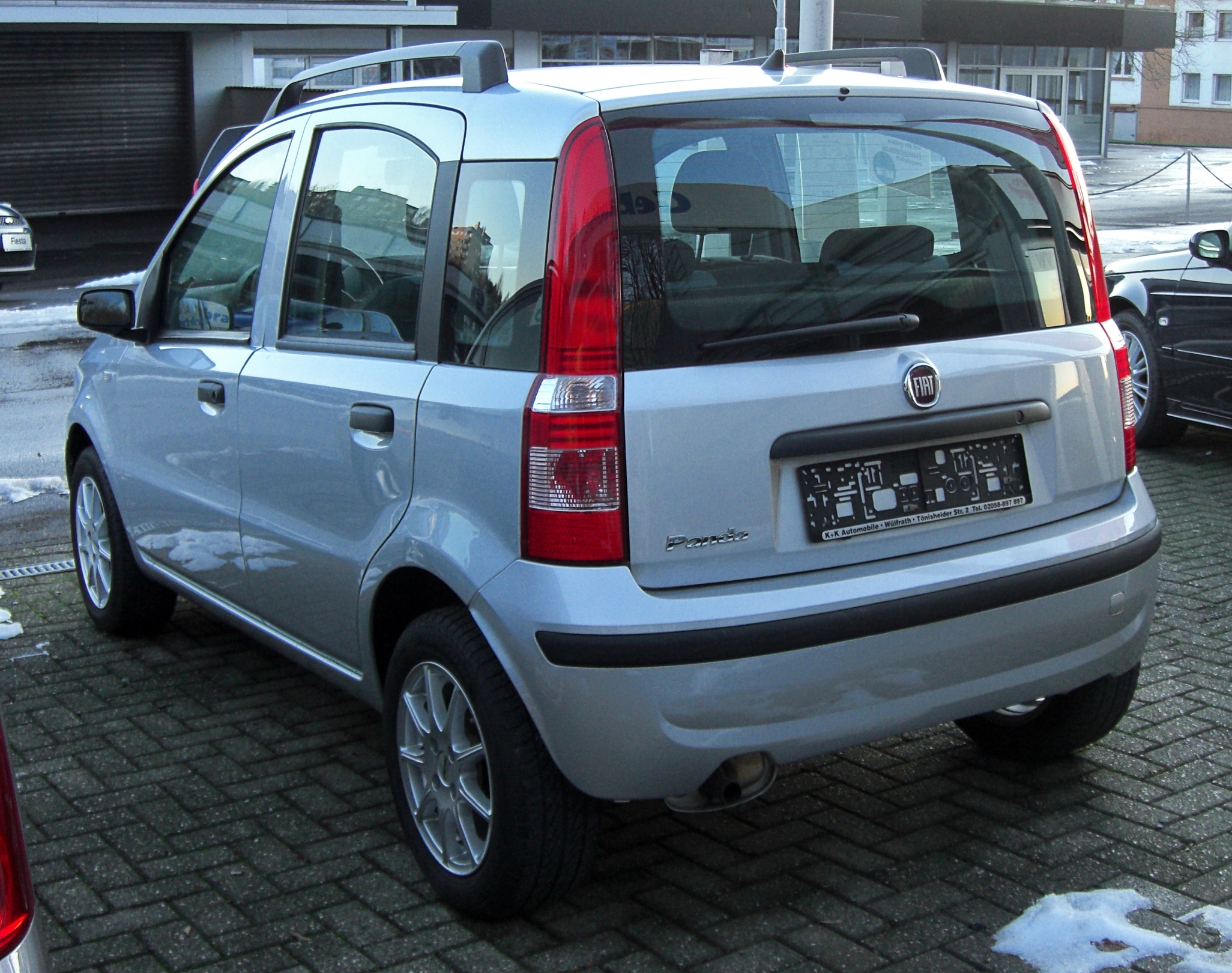
Panda II -zadní pohled

### Motory

#### Benzínové motory
- 1.1i 8v, řadový čtyřválec, 40 kW / 54 koní, 88 Nm
- 1.2i 8v, řadový čtyřválec, 44 kW / 60 koní, 102 Nm
- 100 HP 1.4 16v, řadový čtyřválec, 74 kW / 100 koní, 131 Nm

Od roku 2011 (EURO 5) změna parametrů
- 1.2i 8v, řadový čtyřválec, 50 kW / 69 koní, 102 Nm
- 1.4 NATURAL POWER 8v, řadový čtyřválec, 57 kW / 77 koní, 104 Nm, palivo benzín i CNG (stlačený zemní plyn)

#### Naftové motory
- 1.3 Multijet řadový čtyřválec, 55 kW / 75 koní, 145 Nm

Od roku 2011 (EURO 5) změna parametrů
- 1.3 Multijet 16v, řadový čtyřválec, 51 kW / 70 koní, 145 Nm

## Panda III (typ 312) 2011-Dnes
Typ je postaven na podvozkové platformě společné pro Fiat 500, Lancii Ypsilon a Ford Ka, je trochu nižší, delší a širší než předchůdce. Vyrábí se v továrně Alfa Romeo v Pomiglianu u Neapole pro zachování zaměstnanosti v jižních regionech Itálie, zatímco závod v polských Tychách se soustředil na výrobu Fiatu 500. Používaly se dvouválcové benzínové motory Twin Air 964 cm³ a 875 cm³ s turbem, čtyřválce Fire 1242 cm³ a diesel Multijet 1248 cm³. Od roku 2015 splňují všechny motory emisní normu Euro 6. Zážehové motory s označením Natural Power jsou upraveny pro spalování zemního plynu (CNG). Nejsilnější motorizace jsou možné i s pohonem všech čtyř kol (4×4).

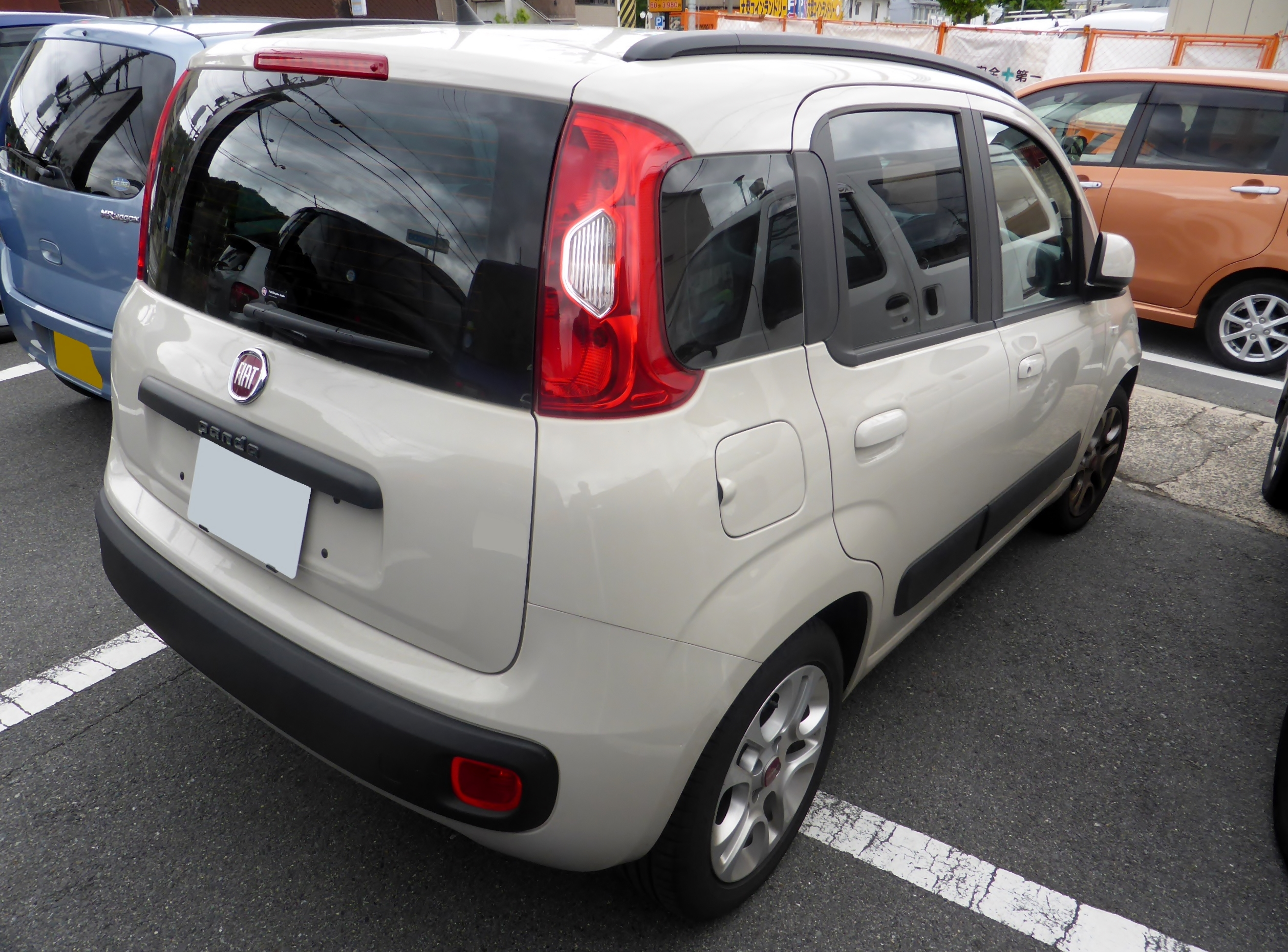
Fiat Panda III

Zatímco v roce 2011 získal vůz čtyři hvězdičky bezpečnosti v testu NCAP, v roce 2018 získal stejně vybavený vůz nula hvězdiček.

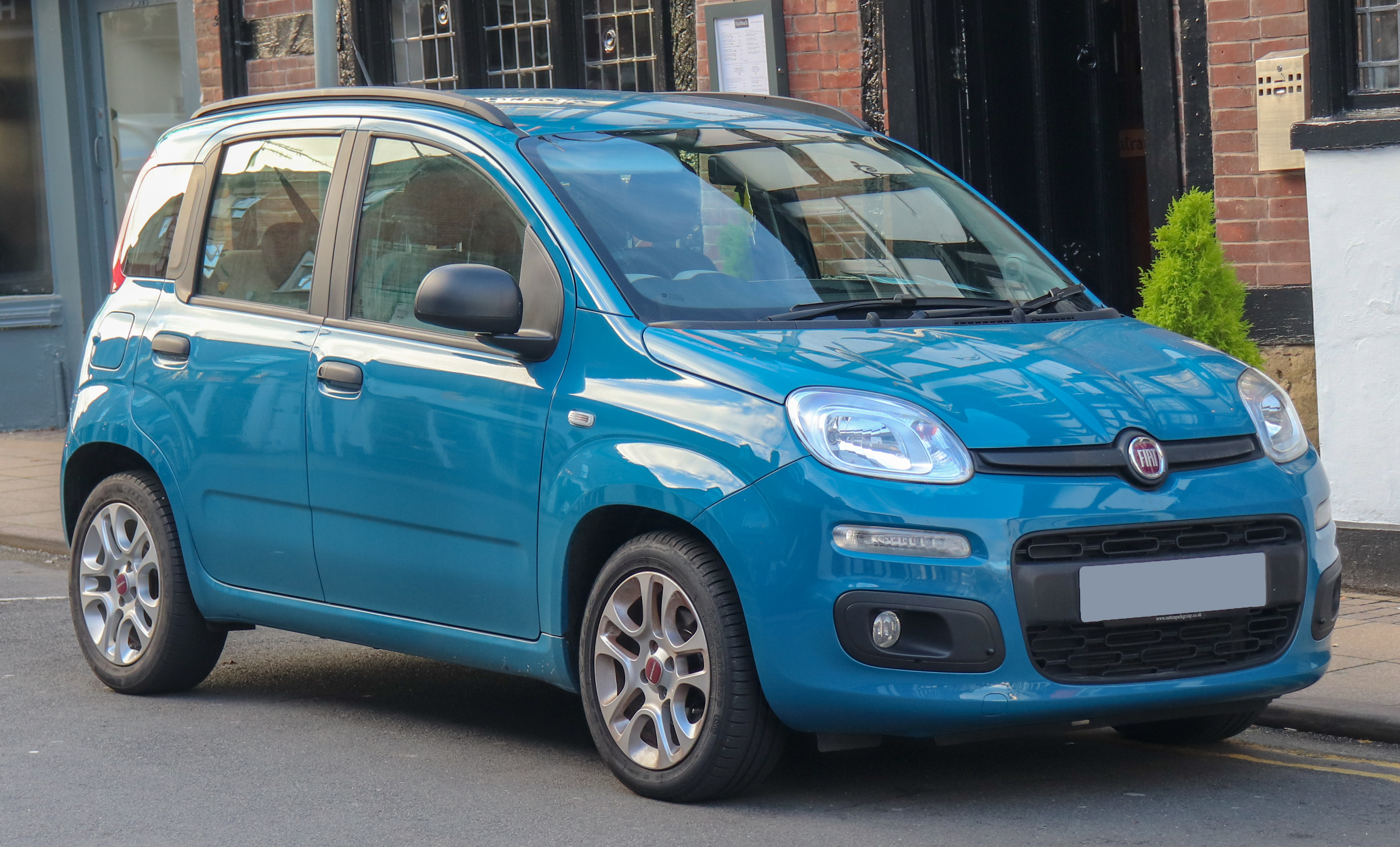
Fiat panda III Easy